# Chelepteryx
Chelepteryx is een geslacht van vlinders van de familie Anthelidae, uit de onderfamilie Anthelinae.

## Soorten
- C. collesi Gray, 1835
- C. chalepteryx Felder, 1874